# Zorzines yoshimoto
Zorzines yoshimoto là một loài bướm đêm trong họ Noctuidae.